# アナゴ
アナゴ（穴子、海鰻、海鰻鱺）は、ウナギ目アナゴ科に属する魚類の総称。ウナギによく似た細長い体型の海水魚で、食用や観賞用で利用される種類を多く含む。30以上の属と150以上の種類が知られる。好みの環境や水深は種類によって異なり、砂泥底、岩礁域、浅海、深海と、様々な環境に多種多様な種類が生息する。
マアナゴ、ゴテンアナゴ、ギンアナゴ、クロアナゴ、キリアナゴ、チンアナゴなど多くの種類があるが、日本で「アナゴ」といえば浅い海の砂泥底に生息し、食用に多く漁獲されるマアナゴ Conger myriaster を指すことが多い。

## 分類
アナゴ科はチンアナゴ亜科、ホンメダマアナゴ亜科、クロアナゴ亜科の3つに分けられる。

### チンアナゴ亜科

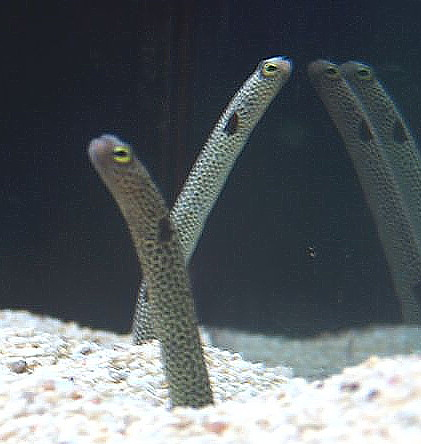
チンアナゴ Heteroconger hassi

チンアナゴ亜科 Heterocongrinaeは、浅い海の砂泥底に群れで穴を掘って生息する。口が小さくて吻も短いが、目は大きい。体は細長く、体色は種類によって変異に富む。集団で巣穴から半身を乗り出す様が愛らしいとされ、観賞魚として人気がある。総称として「ガーデンイール(Garden eel)」と呼ばれるが、日本では最も有名な「チンアナゴ」の名前でまとめて呼ばれることも多い。

#### チンアナゴ属
チンアナゴ属 Heteroconger
チンアナゴ Heteroconger hassi (Klausewitz et Eibl-Eibesfeldt, 1959)
全長40 cmほど。成魚はえら穴周辺、体の中間あたり、肛門周辺に黒い点がある。インド洋と西太平洋の熱帯域に分布し、日本では高知県以南に分布する。顔つきが日本犬の狆（ちん）に似ていることからこの名前がついた。
ゼブラアナゴ Heteroconger polyzona (Bleeker, 1868)
全長30 cmほど。成魚は全体的にシマウマのような白黒の縞模様になっており、このことからこの名前が付いた。愛媛県愛南町や沖縄島、西表島、フィリピン、インドネシア、ニューギニア、バヌアツ共和国などで確認されたが数が少なく、2017年、環境省のレッドリストで「絶滅危惧IA類」に指定された。
テイラーズガーデンイール Heteroconger taylori　(Castle & Randall, 1995)
全長40 cmほど。成魚はレモンイエローで、全身に黒い斑点で覆われており、この斑点は背びれにまで及ぶ。主にインドネシアなどに生息するが、稀に沖縄県でも確認されている。
ブラックガーデンイール Heteroconger perissodon　(Böhlke & Randall, 1981)
全長50 cmほど。全体的に黒褐色で、エラに白い斑点があるのが特徴。インド洋から西太平洋に分布し、日本でも沖縄県で生息が確認されている。
ガラパゴスガーデンイール Heteroconger klausewitzi (Eibl-Eibesfeldt & Köster, 1983)
全長70 cmほど。全体的に暗褐色で、エラまわりから腹部に白いアザがあるほか、体側に白く小さな斑点が並んでいる。その名の通りガラパゴス諸島など東太平洋に分布。
コルテスガーデンイール Heteroconger digueti (Pellegrin, 1923)
ペイル・ガーデンイールとも。全長60 cmほど。ガラパゴスガーデンイールと似ているが一回り小さく、色も明るい。東太平洋からカリフォルニア湾、メキシコにかけて分布

#### シンジュアナゴ属
シンジュアナゴ属 Gorgasia
シンジュアナゴ Gorgasia japonica  (Abe, Miki & Asai, 1977)
全長1 mほど。成魚の体は褐色で、体側に白い点が並ぶ。八丈島周辺と台湾に分布する。
ニシキアナゴ Gorgasia preclara (Böhlke and Randall, 1981)
全長40 cmほど。成魚は白とオレンジの縞模様。インド洋と西太平洋の熱帯域に分布し、日本では琉球諸島に分布する。
アキアナゴ Gorgasia taiwanensis (Shao, 1990)
全長75 cmほど。成体は乳白色にオレンジ色をまぶしたような色合い。静岡県や高知県、西表島から台湾、バリ島などにかけて分布する。
ホワイトスポッテッドガーデンイール Gorgasia maculata  (Klausewitz & Eibl-Eibesfeldt, 1959)
和名は無く、英語名をカタカナ読みしている。発見されている最大の全長は70 cm。シンジュアナゴに似て、淡い色合いとマダラ模様が特長。他のガーデンイールの仲間に比べて大きな口をしている。 インド洋から西太平洋（モルディブからソロモン諸島）、北端はフィリピン諸島に分布する。
IUCNのレッドリストでLeast Concern (LC) （低懸念、低危険種）。
ハワイアンガーデンイール Gorgasia hawaiiensis (Randall & Chess, 1980)
全長60 cmほど。外見はアキアナゴと似ている。ハワイの固有種である。

### ホンメダマアナゴ亜科
ホンメダマアナゴ亜科 Bathymyrinaeは、外見や生態は後述のクロアナゴ亜科に似ているが、亜科の名のとおり目が大きい。また、背びれは胸びれの上から始まる。

#### ゴテンアナゴ属
ゴテンアナゴ属 Ariosoma
ゴテンアナゴ Ariosoma meeki (D. S. Jordan & Snyder, 1900)
全長60 cmほど。目が大きく、目のすぐ後ろの上下に小さな黒い点がある。日本沿岸からインド洋まで広く分布する。魚肉練り製品の原料になる。

### クロアナゴ亜科

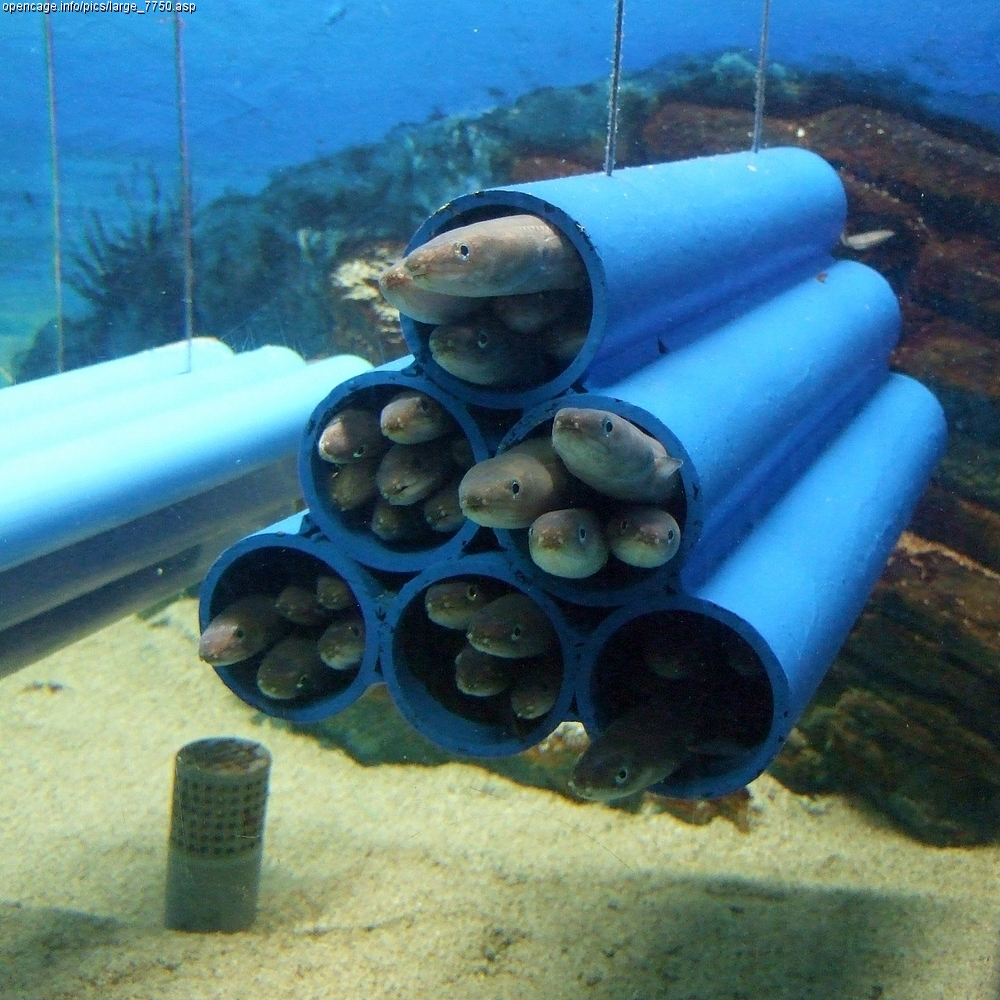
マアナゴ Conger myriaster

クロアナゴ亜科 Congrinaeは、ホンメダマアナゴ亜科に似ているが、背びれは胸びれより後ろから始まる。

#### アナゴ属
アナゴ属 Conger
マアナゴ Conger myriaster (Brevoort, 1856) (Whitespotted conger)
全長はオス40 cm、メス90 cmほど。体は褐色で側線上に白い点線が並ぶ。また、口を閉じた時に下顎が上顎に隠れる。北海道以南から東シナ海まで分布し、浅い海の砂泥底に生息する。日本では重要な食用魚で、寿司や天ぷら、蒲焼きなどに料理される。投げ釣り仕掛けで掛かる。
クロアナゴ Conger japonicus Bleeker, 1879 (Beach conger)
全長は1.5 mほどで、マアナゴより大きい。側線上に白い点はなく、和名のとおり体が一様に黒色である。東京湾や西日本、朝鮮半島の沿岸域に分布し、岩礁域に生息する。おもに魚肉練り製品の材料に利用される。そのまま食用にもなるが水分が多くてマアナゴより味が劣り、また皮も厚く噛みきるのも苦労することから、好んで食べる人は少ない。
キリアナゴ Conger cinereus Rüppell, 1830 (Longfin African conger)
全長1 mほど。体は灰褐色で、胸びれの先端が黒い。インド洋と太平洋の熱帯域に分布し、サンゴ礁に生息する。日本では鹿児島県以南でみられる。
ヨーロッパアナゴ Conger conger (Linnaeus, 1758) (European conger)
全長3 m・体重110 kgの記録がある大型種。ノルウェーからセネガルまでの大西洋東岸と地中海、黒海に分布し、水深500 mまでの海底に生息する。
アメリカンコンガー Conger oceanicus (Mitchill, 1818) (American conger)
こちらも全長2.3 m・体重40 kgの記録がある。マサチューセッツ州からメキシコ湾までの大西洋西岸に分布する。
ダイナンアナゴ Conger erebennus (D. S. Jordan & Snyder, 1901)
東京湾にも生息し、その巨大さから『アナコンダ』とも称される。

## 特徴
体型はウナギに似た細長い円筒形だが、鱗がない点で異なる。成魚の全長は30cmほどのものから1mを超えるものまで種類によって異なる。

### 分布
熱帯から温帯の海に広く分布する。

### 生態
夜行性で夕方以降に獲物を探す。食性は肉食性で、小魚、甲殻類、貝類、頭足類、ゴカイなどの小動物を捕食するが、チンアナゴ類はプランクトンを捕食する。
昼間は海底の砂泥中や岩石のすき間にひそむ。砂泥底に生息する種類は集団を作り、巣穴から頭だけ、もしくは半身を海中に乗り出している。和名の「アナゴ」はこの生態に由来する。
産卵は小卵多産で、浮遊卵を産卵する。卵から生まれた稚魚はレプトケファルスの形態をとり、海中を浮遊しながら成長する。変態して細長い円筒形の体型になると底生生活に移り、各々の種類に適した生息域に定着する。

## 利用

### 漁獲
食用となる種類が多く、特にマアナゴは日本各地で多く漁獲される。その他の種類も魚肉練り製品の材料などにされる。また、レプトケファルス（通称ノレソレ、一部地方ではハナダレとも）はシラス漁で混獲されるなどして食用となる高級魚である。アナゴを対象とした日本の代表的な漁法は底びき網であるが、漁期によっては小さなアナゴが逃げるように網目を大きくする資源管理の方法が試みられている。網によらない漁獲方法としては、ポリ塩化ビニルなど合成樹脂製で、入り口に「かえし」がついた筒に餌となる魚（主にカタクチイワシ）の肉を入れ、アナゴをおびき寄せて閉じ込める筒漁（一種の罠）がある。アナゴと同じく魚体が細長いウツボやヌタウナギも混獲されることがある。東京湾では幼魚が脱出できるように、水抜き穴の大きさを13ミリメートル以上と定めている。

### 食材
日本料理において、マアナゴはウナギと同様に開き、天ぷら、蒲焼、煮穴子、寿司種、八幡巻（牛蒡をアナゴの身で巻いたもの）などで食べられている。蒲焼では、たれの状況次第では、より高価なウナギとアナゴは味が区別できない場合もあるという。一本丸ごと揚げた天麩羅は天丼や天ぷらそばなどに乗せると丼からはみ出す様が見栄えがし、価格も手ごろなため、名物としている店も多い。
江戸時代から東京湾の羽田沖で捕れたものが江戸前の本場物とされ、現在でも東京湾岸各地で漁場となっている。また、瀬戸内海で捕れたものなども地元や関西地方で珍重されている。
岡山県の郷土料理として生の幼魚（ノレソレ）をポン酢で食べる「ベタラ」がある。
広島県の廿日市市宮島・宮島口では穴子の蒲焼を飯に載せた「あなご飯」が名物である。山陽本線宮島口駅の駅弁として考案されたのが元祖で、宮島名物として定着した。千葉県富津市ではアナゴのことを「はかりめ」と呼ぶ。はかりめ丼も参照。

### 鑑賞魚
特にチンアナゴ類は体色が多彩なこともあり、観賞魚として人気がある。

## アナゴと付く別の生物
- マルアナゴ（英語版） (Ophichthus remiger )[7] - アナゴの代用魚として南米ペルー沖などで捕れる「マルアナゴ」が食用される。マルアナゴはウナギ目アナゴ亜目ウミヘビ科に属するアナゴ近縁種であるが基本的に別種である。ウミヘビ科という名前は姿が蛇に近い事から命名されたものであり、爬虫類ではなく、魚類である。関西の激安寿司店などで使われる場合が多い[8]。

- アナゴ - 秋田県の男鹿地方や新潟県の中越地方の方言で、「アナゴ」という場合には、クロヌタウナギ（旧称、メクラウナギ）という深海魚を指すことが多い。干して棒状にしたもの（棒あなご）を焼いて、「焼きアナゴ」と称して食べる。新潟県では生のまま、串焼きにする場合もある。ヌタウナギは、韓国でも古くから食べられている[9]。

- アナゴー - カジカの土佐における地方名[10]。

- アナゴミナ - 鹿児島県奄美大島におけるアワビの地方名[11]。